# Dragon Quest IV
Dragon Quest IV: Chapters of the Chosen is een computerspel ontwikkeld door Chunsoft en uitgegeven door Enix voor de NES. Het rollenspel (RPG) is uitgekomen op 11 februari 1990. In de VS verscheen het spel in 1992 als Dragon Warrior IV.

## Platforms
| Jaar | Platform                    |
| ---- | --------------------------- |
| 1990 | NES (Japan)                 |
| 1992 | NES (Noord-Amerika)         |
| 2001 | PlayStation (remake, Japan) |
| 2007 | Nintendo DS (remake)        |
| 2014 | Android, iOS                |